# 大德米特罗夫卡农村居民点
大德米特罗夫卡农村居民点（俄语：Большедмитровское сельское поселение）是俄罗斯联邦沃罗涅日州波德戈连斯基区所属的一个农村居民点。其下辖有5个居民点，行政中心为克拉休科夫斯基。据2016年统计，该农村居民点的人口为535人。